# EDP (empresa)
EDP, S.A., conocida anteriormente como Electricidade de Portugal (Euronext: EDP, NYSE: EDP), es una de los principales grupos eléctricos de Europa, y el mayor de Portugal.
El grupo se convirtió en la primera compañía ibérica en tener servicios de generación y distribución significativos a ambos lados de la frontera, con una posición de control en la compañía española Hidroeléctrica del Cantábrico, y también está presente en los sectores eléctricos de Iberoamérica (principalmente en Brasil), África y Macao, en la generación, distribución y los negocios comerciales, contando con 10 millones de clientes y 12.000 empleados en todo el mundo. En julio de 2020, anunció la compra de la española Viesgo al fondo inversor Macquarie, duplicando así su negocio de distribución eléctrica.
Las actividades del Grupo EDP se centran en la generación y distribución de energía eléctrica, así como en las telecomunicaciones y en el área de las tecnologías de la información.
En 2021 fue la tercera empresa que emitió más toneladas equivalentes de CO2 en España.

## Historia
EDP fue fundada en 1976 a través de la fusión de trece empresas que habían sido nacionalizadas en 1975, y fue denominada Electricidade de Portugal. Como empresa estatal, fue encargada de la modernización de la red de distribución eléctrica, del planeamiento del mapa y el parque eléctrico nacional, y del establecimiento de un esquema tarifario único a los clientes.
A mediados de la década de 1980 la red de distribución de EDP cubría el 97% del territorio de Portugal continental y aseguraba el 80% del suministro de energía eléctrica de baja tensión. En 1991, el Gobierno cambió el estatuto jurídico de EDP de empresa pública a sociedad anónima. En 1994, después de una profunda reestructuración, fue constituido el Grupo EDP.
En junio de 1997 sucede la primera fase de privatización de EDP, siendo puesto en bolsa el 30% del capital. Fue una operación de gran repercusión, donde la demanda superó en 30 veces la oferta, y en la que ochocientos mil portugueses (cerca del 8% de la población) se convirtieron en accionistas de EDP.

## Internacionalización
En 1996 se dan los primeros pasos en la internacionalización del Grupo EDP, a la que siguieron cinco fases de privatización: mayo de 1998, junio de 1998, octubre de 2000, noviembre de 2004 y diciembre de 2005.
En 2004, se produce un cambio en la imagen corporativa de EDP y la empresa cambia su denominación a Energias de Portugal.
En 2005, el Grupo EDP, a través de su subsidiaria EDP Renováveis, adquiere uno de los mayores productores de energía eólica del mundo, Horizon Wind Energy (LLC), con aerogeneradores en Nueva York, Iowa, Pensilvania, Washington y Oklahoma y con proyectos en Minnesota, Oregón, Texas e Illinois;  Horizon fue adquirida tras una inversión de $2.150 millones.
En el mercado de las energías renovables, EDP Renováveis, es en la actualidad el cuarto productor mundial de energía eólica con presencia en  los mercados de 14 países (Bélgica, Brasil, Canadá, Francia, Grecia, Italia, México, Polonia, Portugal, Rumanía, España, el Reino Unido, Estados Unidos y Colombia).
En 2010, el Grupo EDP figura en la posición 192ª en la lista de las 500 mayores compañías del mundo, siendo la primera firma portuguesa con €3200 millones.

## Estructura accionista
El capital social de EDP es de cerca de 3 700 millones de euros, repartidos aproximadamente de la siguiente manera:
| Accionista                | Capital | Sociedad                                        |
| ------------------------- | ------- | ----------------------------------------------- |
| Estado chino              | 21,35%  | China Three Gorges Corporation                  |
| Iberdrola                 | 6,79%   | Iberdrola Energía, S.A.U.                       |
| Sociedad Oppidum          | 7,19%   | Masaveu - Liberbank                             |
| José de Mello             | 4,64%   | José de Mello Energía, S.A.                     |
| Estado portugués          | 4,14%   | Parpública - Participações Públicas, SGPS, S.A. |
| Emirato de Abu Dabi       | 4,06%   | Senfora SARL                                    |
| Banco Comercial Portugués | 3,36%   | -                                               |
| Banco Comercial Portugués | 3,36%   | Fundo de pensões do grupo BCP                   |
| Banco Espírito Santo      | 2,45%   | -                                               |
| Estado de Argelia         | 2,38%   | Sonatrach                                       |
| Estado de Catar           | 2,02%   | Qatar Holding LLC                               |

## Filiales
- EDP Renováveis (75%)
- EDP Energias do Brasil (52%)
- EDP España (100%):
  - EDP Energía
  - EDP Naturgas Energía
- Portgás
- EDP Distribuição
- EDP Energia